# گوومین-اوشرودک
گوومین-اوشرودک (به لاتین: Gołymin-Ośrodek) یک روستا در لهستان است که در گمینا گوومین-اوشرودک واقع شده‌است. گوومین-اوشرودک ۷۰۰ نفر جمعیت دارد.